# Bollsta IK
Bollsta IK är en idrottsförening från Bollstabruk i Kramfors kommun, Västernorrlands län, bildad 1912.
Föreningen är verksam inom fotboll, simning och längdskidåkning.
Damfotbollslaget spelade i Sveriges högsta division 1978–1979.

### Fotnoter
1. ↑  ”Bollsta Idrottsklubb, läst 14 oktober 2013”. Arkiverad från originalet den 16 oktober 2013. https://web.archive.org/web/20131016062454/http://www.kramforsbygder.com/bollstabruk/pages/opage.asp?p=24&c=1&o=16. Läst 13 oktober 2013.
2. ↑  Jimmy Lindahl (28 februari 2004). ”Maratontabell för högsta damserien 1978-2003”. Bolletinen. http://www.bolletinen.se/sfs/pdf/stat_d_maraton_1978_2003_maratontab_f_hogsta_damserien.pdf. Läst 14 oktober 2013.